# Козирні тузи (фільм)
«Козирні тузи» (англ. Smokin' Aces) — американська кримінальна драма режисера Джо Карнагана (був також сценаристом), що вийшла 2006 року. У головних ролях Бен Аффлек, Раян Рейнольдс, Джеремі Півень.
Продюсерами були Тім Беван і Ерік Феллнер. Вперше фільм продемонстрували 9 грудня 2006 року у США на кінофестивалі в Остіні. В Україні у кінопрокаті прем'єра фільму відбулася 15 лютого 2007 року.

## Сюжет
Колишній підопічний мафії Бадді Ізраел вирішує свідчити у суді проти криміналітету. За це мафія оголошує винагороду за його голову у 1 млн доларів і посилає багато вбивць. У той же час ФБР намагається зберегти життя своєму свідку.

## У ролях
| Актор            | Персонаж                                        | Роль                                                                  |
| ---------------- | ----------------------------------------------- | --------------------------------------------------------------------- |
| Бен Аффлек       | Джек Дюпрі (англ. Jack Dupree)                  | звільнений під заставу боржник, якого наймають для повернення Ізраела |
| Раян Рейнольдс   | Річард Месснер (англ. Richard Messner)          | агент ФБР, що охороняє Ізраела                                        |
| Джеремі Півень   | Бадді «Тузи» Ізраел (англ. Buddy "Aces" Israel) | наркозалежний шоумен, свідок у суді проти мафії                       |
| Енді Гарсія      | Стенлі Локк (англ. Stanley Locke)               | заступник директора ФБР                                               |
| Кріс Пайн        | Дарвін Тремор (англ. Darwin Tremor)             | неонацист                                                             |
| Common           | Сер Айві (англ. Sir Ivy)                        | начальника охорони Ізраела                                            |
| Рей Ліотта       | Дональд Каррутерс (англ. Donald Carruthers)     | агент ФБР, що охороняє Ізраела                                        |
| Томмі Фленаган   | Лазло Сут (англ. Lazlo Soot)                    | угорський кіллер                                                      |
| Девід Провал     | Девід Провал (англ. David Proval)               | мафіозі                                                               |
| Аліша Кіз        | Джорджія Сайкс (англ. Georgia Sykes)            | кіллер                                                                |
| Тараджі Генсон   | Шеріс Веттерс (англ. Sharice Watters)           | кіллер, партнерка Джорджії                                            |
| Кевін Дюранд     | Дживс Тремор (англ. Jeeves Tremor)              | неонацист, старший брат Дарвіна                                       |
| Кертіс Армстронг | Морріс Меклен (англ. Morris Mecklen)            | адвокат                                                               |
| Джейсон Бейтман  | Ріплі «Ріп» Рід (англ. Rupert "Rip" Reed)       | адвокат                                                               |
| Пітер Берґ       | Піт Дікс (англ. Pete Deeks)                     | колишній поліцейський, найнятий Дюпрі для повернення Ізраела          |
| Мартін Гендерсон | Голліс Елмор (англ. Hollis Elmore)              | колишній поліцейський, напарник Піта                                  |
| Джоел Еджертон   | Х'юго Круп (англ. Hugo Croop)                   | тілоохоронець                                                         |
| Метью Фокс       | Білл (англ. Bill)                               | начальник служби безпеки в готелі Lake Tahoe                          |
| Вейн Ньютон      |                                                 | камео                                                                 |
| Джо Карнаган     |                                                 | камео                                                                 |

## Сприйняття

### Критика
Фільм отримав загалом змішано-негативні відгуки: Rotten Tomatoes дав оцінку 29 % на основі 156 відгуків від критиків (середня оцінка 4,4/10) і 62 % від глядачів із середньою оцінкою 3,3/5 (338,074 голоси). Загалом на сайті фільми має негативний рейтинг, фільму зарахований «гнилий помідор» від кінокритиків, від глядачів «попкорн», Internet Movie Database — 6,7/10 (126 275 голосів), Metacritic — 45/100 (32 відгуки критиків) і 6,1/10 від глядачів (119 голосів). Загалом на цьому ресурсі від критиків і від глядачів фільм отримав змішано-позитивні відгуки.

### Касові збори
Під час показу у США, що почався 26 січня 2007 року, протягом першого тижня фільм показали у 2,218 кінотеатрах і він зібрав $14,638,755, що на той час дозволило йому зайняти 2 місце серед усіх тогочасних прем'єр. Показ закінчився 15 березня 2007 року, фільм за цей час зібрав у прокаті у США $35,787,686, а у решті світу $21,316,209, тобто загалом $57,103,895 при бюджеті $17 млн. З продажу DVD-дисків було виручено $35,946,057.
Під час показу в Україні, що стартував 15 лютого 2007 року, протягом першого тижня фільм зібрав $59,117, що на той час дозволило йому зайняти 3 місце серед усіх тогочасних прем'єр. В Україні фільм зібрав $174,221.

### Нагороди і номінації[11]
| Рік  | Нагорода                         | Категорія                                        | Номінант                                                                                             | Результат |
| ---- | -------------------------------- | ------------------------------------------------ | --- | --------- |
| 2007 | Casting Society of America       | Найкращий кастинг для бойовика/жахів             | Аманда Маккі Джонсон, Кеті Сендвіч                                                                   | Перемога  |
| 2007 | Cognac Festival du Film Policier | Нагорода критиків                                | Джо Карнахан                                                                                         | Перемога  |
| 2007 | Cognac Festival du Film Policier | Спеціальна нагорода журі                         | Джо Карнахан                                                                                         | Перемога  |
| 2007 | New York Festivals               | Introductions & Lead-In Titles (Бронзова медаль) | Пол Доннелон (режисер), Ноель Доннелон (продюсер), Девід З. Овадія (продюсер), Ендрю Вайт (дизайнер) | Перемога  |

### Виноски
1. 1 2  Smokin' Aces: Release Info (англ.). Internet Movie Database. Архів оригіналу за 18 Серпня 2013. Процитовано 22 вересня 2013.
2. 1 2  Козирні тузи. Kino-teatr.ua. Архів оригіналу за 27 Вересня 2013. Процитовано 22 вересня 2013.
3. 1 2  Smokin' Aces (англ.). The Numbers. Архів оригіналу за 28 Вересня 2013. Процитовано 22 вересня 2013.
4. 1 2  Smokin' Aces (англ.). Box Office Mojo. Архів оригіналу за 3 Червня 2007. Процитовано 22 вересня 2013.
5. 1 2  Smokin' Aces (англ.). Internet Movie Database. Архів оригіналу за 11 Жовтня 2013. Процитовано 22 вересня 2013.
6. ↑  Smokin' Aces (англ.). Allmovie. Процитовано 22 вересня 2013.[недоступне посилання з липня 2019]
7. ↑  Full cast and crew for Smokin' Aces (англ.). Internet Movie Database. Архів оригіналу за 28 Травня 2016. Процитовано 22 вересня 2013.
8. ↑  Smokin' Aces (англ.). Rotten Tomatoes. Архів оригіналу за 22 Травня 2016. Процитовано 19 листопада 2013.
9. ↑  Smokin' Aces (англ.). Metacritic. Архів оригіналу за 27 Червня 2013. Процитовано 22 вересня 2013.
10. ↑  Smokin' Aces — Ukraine Weekend Box Office (англ.). Box Office Mojo. Архів оригіналу за 27 Вересня 2013. Процитовано 22 вересня 2013.
11. ↑  Awards for Smokin' Aces (англ.). Internet Movie Database. Архів оригіналу за 5 Березня 2016. Процитовано 22 вересня 2013.